# Hanoi FC
Hanoi FC, tot in 2016 Hà Nội T&T, is een Vietnamese voetbalclub uit de hoofdstad Hanoi. Anno 2019 spelen ze in de hoogste voetbaldivisie van Vietnam, de V-League. De club werd opgericht in 2006. In 2010 veroverden ze voor het eerst de landstitel.

## Geschiedenis
De club werd opgericht in 2006. Een jaar later volgde het eerste succes, namelijk het behalen van de titel in de 3de divisie van Vietnam.
In 2009 werd het dan weer kampioen in de 2de divisie en promoveerde de club voor het eerst naar de V-League. In hun debuutjaar werden ze direct kampioen, meteen de eerste landstitel in de clubgeschiedenis.

## Erelijst
- V-League

Winnaar (6) : 2010, 2013, 2016, 2018, 2019, 2022
- Vietnamese Super Cup

Winnaar (4) : 2010, 2018, 2019, 2020
Bình Dương FC · 
Can Tho · 
Hanoi FC · 
Hải Phòng FC · 
Ho Chi Minh City FC · 
Hoàng Anh Gia Lai · 
QNK Quảng Nam · 
Sài Gòn FC ·  
SHB Đà Nẵng · 
Sông Lam Nghệ An · 
Than Quảng Ninh FC · 
Thanh Hóa FC